# Coye-la-Forêt
 Coye-la-Forêt  es una población y comuna francesa, en la región de Picardía, departamento de Oise, en el distrito de Senlis y cantón de Chantilly.

## Demografía
| 2075 | 2509 | 3048 | 3094 | 3199 | 3516 |
| Para los censos de 1962 a 1999 la población legal corresponde a la población sin duplicidades (Fuente: INSEE [Consultar]) |      |      |      |      |      |